# Aéroport de Beihai Fucheng
L'aéroport de Beihai Fucheng  (code IATA : BHY • code OACI : ZGBH) est un aéroport desservant la ville de Beihai dans la province de Guangxi, en Chine. Il propose des destinations domestiques à travers la Chine et Hong Kong. En 2011, il est classé 63e plus important aéroport de Chine en nombre de passagers.

## Compagnies aériennes et destinations
| Compagnies              | Destinations |
| ----------------------- | --- |
| Air China               | Pékin-Capitale |
| Chengdu Airlines        | Chengdu-Shuangliu, Chongqing-Jiangbei |
| China Eastern Airlines  | Changsha, Kunming-Changshui, Nankin, Shanghai-Pudong                                                                                                  |
| China Express Airlines  | Guilin-Liangjiang, Guiyang |
| China Southern Airlines | Pékin-Capitale, Changsha, Chongqing-Jiangbei, Đà Nẵng, Canton-Baiyun, Harbin Taiping, Huaihua (zh), Shenyang, Shijiazhuang, Xi'an-Xianyang, Zhengzhou |
| Juneyao Airlines        | Lijiang, Nankin, Shanghai-Pudong, Shenyang, Shenzhen-Bao'an                                                                                           |
| Ruili Airlines          | Kunming-Changshui |
| Sichuan Airlines        | Harbin Taiping, Xi'an-Xianyang |
| Spring Airlines         | Bangkok-Suvarnabhumi, Harbin Taiping, Shanghai-Pudong                                                                                                 |
| Tianjin Airlines        | Luoyang, Wuhan |

Édité le 11/04/2018